# Vranov Dol
Vranov Dol – wieś w Chorwacji, w żupanii zagrzebskiej, w mieście Jastrebarsko. W 2011 roku liczyła 137 mieszkańców.